# یونان (حوزه سرشماری)، نیویورک
یونان (به انگلیسی: Greece) یک منطقهٔ مسکونی در ایالات متحده آمریکا است که در نیویورک واقع شده‌است. یونان ۱۴٬۵۱۹ نفر جمعیت دارد.